# Tatort: Der Eskimo
Der Eskimo ist ein Fernsehfilm aus der Krimireihe Tatort und der sechste und vorletzte Fall des Frankfurter Ermittlers Steier. Der vom Hessischen Rundfunk produzierte Beitrag ist die 894. Tatort-Folge und wurde am 5. Januar 2014 auf Das Erste zum ersten Mal ausgestrahlt. Im Anschluss, um 22:15 Uhr, wurde die nächste Tatortfolge Franziska erstausgestrahlt. Die Erstausstrahlung von mehr als einer Tatortfolge an einem Tag ist bisher einmalig in der über 50-jährigen Tatortgeschichte (Stand Ende 2022).
Steier ermittelt in einem Mordfall, der sehr undurchsichtige Formen annimmt. Dabei geraten sowohl er selbst als auch seine geschiedene Frau in Gefahr.

## Handlung
Frank Steier hatte schon immer ein Alkoholproblem, und als Conny Mey nun die Dienststelle verlassen hat, fühlt er sich erst recht allein gelassen. Total betrunken geht er aus der Kneipe nicht nach Hause, sondern übernachtet auf einer Bank im Park. Kaum halbwegs nüchtern sieht er eine Joggerin in knallroter Kleidung, wie sie einen ihr entgegenkommenden Mann niedersticht. Das Opfer ist Rainer Hartwig, ein Lehrer an der Mildred-Harnack-Schule. Als Steier das erfährt, kontaktiert er seine Exfrau Jutta, die ebenfalls dort angestellt ist. Sie hält eine Eifersuchtstat für möglich, doch Hartwig war auch sonst kein sehr beliebter Kollege. Im Gespräch mit Jutta vernimmt er, dass sie frisch verliebt ist und ihr neuer Partner Lars Quinn sie sehr mag und sogar heiraten will.
Eine weitere Leiche wird entdeckt, die in einem Sack vom Eisernen Steg hängt. Diese weist eine ähnliche Verletzung auf wie der erstochene Lehrer. Bei dem Toten handelt es sich um Gregor Samsa, was Steier unmittelbar an Franz Kafkas Die Verwandlung denken lässt. Die Besichtigung der Wohnung des Toten ergibt, dass dort nicht ein einziges Möbelstück zu finden ist, aber ganz offensichtlich das Versteck einer Festplatte regelrecht präsentiert wird. Es stellt sich auch heraus, dass Samsa nur ein angenommener Name ist und der Tote eigentlich George Reginald Whitmann heißt und bis 2002 in der U.S. Army gedient hat. Der Nachbar weiß von ihm nur, dass vor zirka drei Wochen seine Freundin – eine Tunte – ausgezogen ist. Steiers neue Assistentin Linda Dräger recherchiert daraufhin, aber da offiziell keine weitere Person gemeldet war, lässt sich die Identität nicht feststellen.
Steier observiert Juttas neuen Freund und findet heraus, dass er ein Doppelleben zu führen scheint. In einem Hotel trifft Quinn die wohlhabende Julia Mantler, mit der er sehr vertraut zu sein scheint. Vom Barkeeper erfährt er, dass Quinn sich hier regelmäßig mit Damen trifft, die eine männliche Gesellschaft wünschen. Er will seine Exfrau vorsichtig warnen, doch die will davon nichts hören.
Der Kriminaltechniker Michael Viersen analysiert die gefundene Festplatte und findet diverse mp3-Dateien, unter anderem Quinn the Eskimo und weitere Texte von Bob Dylan dazu. Da Whitmann in Deutschland stationiert war, fährt Steier in die Kaserne der U.S. Air Force. Dort erfährt er, dass es hier früher einen General Quinn gab. Der ist inzwischen pensioniert und in einem Altenheim, allerdings so dement, dass eine Befragung nur ergibt, dass er einen Sohn hat, der zusammen mit Whitmann in der Army diente.
Als Steier Lars zu einer Travestie-Bar verfolgt, in der dieser in Frauenkleidung auftritt, wird er nach einiger Zeit im Auto von einer Person in einem roten Jogginganzug angegriffen.
Der Fall wird immer unübersichtlicher, als der Rechtsmediziner feststellt, dass sich Samsa, alias Whitmann, selber mit einem Seppuku gerichtet hat, da er meinte, von der Army mit Alien-Genmaterial geklont worden zu sein, und weil sein Geliebter ihn verlassen hat.
Als Kommissar Seidel herausfindet, dass ein gewisser Lars Randolph Quinn Schüler an der Mildred-Harnack-Schule war, wird für Steier klar, dass seine Exfrau möglicherweise in großer Gefahr schwebt. Doch auch für sie wird zunehmend offensichtlich, dass Lars ein Geheimnis vor ihr hat. Quinn offenbart ihr, dass er seit der Schulzeit in sie, seine Lehrerin, verliebt ist. So hat er Rainer Hartwig im Park getötet, weil dieser Jutta Steier vor Jahren im Klassenzimmer vergewaltigen wollte und er das unbemerkt mitangesehen hat. Als Quinn ihr das gesteht, wendet sie sich von ihm ab, woraufhin er sie einsperrt und mit ihrem Handy eine Nachricht an Steier sendet. Daraufhin begibt dieser sich zu ihrer Wohnung, wo Lars Quinn ihn erwartet: in einem roten Jogginganzug und blonder Perücke. Er versucht Steier zu überwältigen, was ihm jedoch nicht gelingt, woraufhin er flüchtet. Die Handyortung führt in die Kaserne, wo er Jutta gefangen hält. Als die Polizei eintrifft, übergießt er sich mit Benzin, zündet sich selbst an und verstirbt später im Krankenhaus.

## Hintergrund
Der Film wurde vom HR in Frankfurt/Main und der Umgebung von Frankfurt gedreht. Die Uraufführung fand am 30. September 2013 beim Filmfest Hamburg statt.

## Rezeption

### Einschaltquoten
Die Erstausstrahlung von Der Eskimo am 5. Januar 2014 wurde in Deutschland insgesamt von 9,37 Millionen Zuschauern gesehen und erreichte einen Marktanteil von 25,30 Prozent für Das Erste.

### Kritik
Rainer Tittelbach von tittelbach.tv schreibt anerkennend: „Die Krimihandlung funktioniert in diesem HR-‚Tatort‘ mehr nach dem Assoziationsprinzip als nach den Regeln von Logik und Glaubwürdigkeit. Es ist die Geschichte eines Wahn-Sinns. Sie wird entsprechend kryptisch erzählt. […] Mit skurrilen popkulturellen Verweisen wartet der atmosphärisch starke, in einem nächtlichen Showdown gipfelnde Film auf.“
Bei der Süddeutschen.de meint Holger Gertz: „Der vorletzte Frankfurter ‚Tatort‘ mit Joachim Król als Kommissar Steier ist großartig besetzt und äußerst spannend. Die Figur des einsamen Alkoholikers Steier lässt trotzdem ein unschönes Ende erahnen.“
Elmar Krekeler bei der Welt.de bemerkt: „Steier öffnet die Tore weit für Blicke in sein bisher verschlossenes verstörtes Wesen. Das ist herrlich fotografiert, könnte auch im Kino laufen. Und Volker Bruch […] als Liebhaber mit Tripelleben ist ein Irrer, wie man ihn schon lange nicht mehr so perfekt gesehen hat. Geht einem nicht mehr aus dem Kopf, dieser rätselhafte, verstörte, verletzte Typ.“
Die Kritiker bei Quotenmeter.de beurteilen die stil- und stimmungsvolle Inszenierung anerkennend und meinen: „Auch wenn einem Kunzendorf stellenweise fehlen mag: Król ist ein hervorragender Schauspieler, wahrscheinlich einer der Besten, die der ‚Tatort‘ gerade hat. Er darf sich bei Achim von Borries und Hendrik Handloegten bedanken, dass die ihm ein Buch geschrieben haben, das frei von all den prätentiösen Tönen ist, die anderswo gerne mal angeschlagen werden. Dass der Zuschauer das Puzzle wieder einmal schneller zusammengesetzt hat als die Ermittler, ist eher ein Schönheitsfehler. Die Kernelemente stimmen: eine packende, gebrochene Hauptfigur, die ohne billiges Gemenschel auskommt; ein gut strukturierter Plot, bei dem es nur im letzten Drittel etwas zu langsam vorwärts geht.“
T-online.de urteilt über den Tatort: „Trotz der skurrilen Story, oder vielleicht gerade deswegen, blieb der Frankfurter ‚Tatort‘ spannend bis zum Schluss und begeisterte die Fans. Fesselnde und berührende graue ‚Tatort‘geschichte mit einem sehr überzeugenden Joachim Król. Eines der schmackhaftesten Leckerbissen in letzter Zeit. Eine staubig-kühle Krimiballade mit stimmungsgerechten Bildern.“
Die Kritiker der Fernsehzeitschrift TV Spielfilm urteilen zu diesem Tatort: „Atmospärischer [sic] Psychokrimi, nicht ganz rund.“

### Kontroverse
In mehreren Szenen wird in alten Fotoalben geblättert und dabei teils in Großaufnahme ein altes Klassenfoto gezeigt. Nachdem sich darauf mehrere Personen wiedererkannten, legten sie bei der ARD gegen das Zeigen des Fotos ohne ihre Zustimmung Beschwerde ein. Infolgedessen wurde der Film bis zum Jahr 2020 nicht wiederholt und zählte zu den Tatort-Folgen, die nicht mehr ausgestrahlt werden dürfen.